# قضية إكس واي زد
قضية إكس واي زد (بالإنجليزية: The XYZ Affair)‏، كانت حدثًا سياسيًا ودبلوماسيًا وقع بين عامي 1797 و1798، في وقت مبكر من رئاسة جون آدامز، وتضمنت مواجهة بين الولايات المتحدة وفرنسا الجمهورية، وأهت إلى نشوب شبه حرب بينهما. تأتي التسمية من استبدال أسماء الدبلوماسيين الفرنسيين، جان كونراد هوتينغير وبيير بيلامي ولوسيان أوتيفال، في الوثائق الصادرة عن إدارة آدامز بالأحرف إكس وواي وزد الإنجليزية على الترتيب.
أرسلت لجنة دبلوماسية أمريكية إلى فرنسا في يوليو 1797 للتفاوض للوصول إلى حل للمشاكل التي كانت تهدد بنشوب حرب. فجرى الاتصال بدبلوماسيين، هم تشارلز كوستوورث بينكني وجون مارشال وإلبريدج جيري، بطرق غير رسمية عن طريق وكلاء وزير الخارجية الفرنسي تاليران، وقد طالبوا برشاوى وقرض قبل أن تبدأ المفاوضات الرسمية. ورغم أنه كان سائدًا أن الدبلوماسيين من الدول الأخرى كانوا يدفعون رشاوى للتعامل مع تاليران في ذلك الوقت، إلا أن الأمريكيين شعروا بالإهانة من تلك المطالب، وغادروا فرنسا في نهاية الأمر دون الانخراط في مفاوضات رسمية. وقد بقي جيري، الذي كان مسعاه تجنب نشوب حرب شاملة، لعدة أشهر بعد مغادرة المفوضين الآخرين. وأرست محادثاته مع تاريان أساسًا لإنهاء العداء الدبلوماسي والعسكري في نهاية المطاف.
تسبب فشل اللجنة في نشوب عاصفة سياسية في الولايات المتحدة حين نشرت مراسلاتها. وقد أدى ذلك إلى نشوب شبه حرب غير معلنة في الفترة ما بين (1798 – 1800). استغل الفيدراليون، الذين سيطروا على مجلسي النواب والشيوخ، الغضب الوطني لبناء جيش للأمة. وقد هاجموا أيضًا الجمهوريين الديمقراطيين لموقفهم المؤيد لفرنسا، وجيري (الذي لم ينتم لحزب في ذلك الوقت) بسبب ما اعتبروه دوره في فشل اللجنة.

## خلفية
في أعقاب الثورة الفرنسية في عام 1789، أصبحت العلاقات بين الجمهورية الفرنسية الجديدة والحكومة الفيدرالية الأمريكية متوترة رغم أنها كانت في الأصل ودية. وفي عام 1792، خاضت فرنسا وبقية أوروبا الحرب، وهو الصراع الذي أعلن في وقته الرئيس جورج واشنطن الحياد الأمريكي. ومع ذلك، فقد استولت كل من فرنسا وبريطانيا العظمى، أصحاب القوى البحرية الرئيسية في الحرب، على سفن القوى الحيادية (بما في ذلك تلك التي تخص الولايات المتحدة) التي كانت تتاجر مع العدو. وبتوقيع معاهدة جاي في عام 1795 توصلت الولايات المتحدة إلى اتفاق بشأن الأمر مع بريطانيا، مما أغاظ أعضاء الإدارة الفرنسية. ومن ثم فقد كثفت البحرية الفرنسية من جهودها لمنع التجارة الأمريكية مع بريطانيا. بحلول نهاية ولاية جورج واشنطن في بداية عام 1797، كان الأمر قد تصاعد ليصبح أزمة. وبعد فترة وجيزة من توليه منصبه في 4 مارس 1797، علم الرئيس جون آدامز برفض تعيين تشارلز كوتسوورث بينيكي سفيرًا للولايات المتحدة بسبب الأزمة المتصاعدة، وأن السفن الأمريكية التجارية قد استولي عليها في منطقة البحر الكاريبي. واستجابة لذلك، فقد دعا الكونغرس للانعقاد ومعالجة تدهور العلاقات الفرنسية الأمريكية خلال جلسة خاصة تعقد في مايو.
كان الرأي العام في الولايات المتحدة منقسمًا حول العلاقات مع فرنسا بشكل كبير لاتجاهات سياسية. فالفيدراليون تبنوا الاتجاه السياسي الصعب، مفضلين تشديد الدفاع، لكنهم لم يدعوا بالضرورة للحرب، بينما عبر الجمهوريون الديمقراطيون عن تضامنهم مع رموز الثورة الفرنسية ولم يريدوا أن يظهروا متعاونين مع إدارة آدامز الفيدرالية. نظر نائب الرئيس جيفرسون، الذي كان جمهوريًا، إلى الفيدراليين على أنهم ملكيون مرتبطون ببريطانيا، ومن ثم معادون للقيم الأمريكية.

## لجنة إلى فرنسا
في أواخر مايو 1797، التقى آدامز بمجلسه لمناقشة الوضع ولاختيار لجنة خاصة لفرنسا. اقترح آدامز في البداية انضمام جون مارشال وإلبريدج جيري إلى بينكني في اللجنة، إلا أن حكومته اعترضت على اختيار جيري لأنه لم يكن فيدراليًا عتيدًا. اختير فرانسيس دانا بدلًا من جيري، لكنه رفض أداء الخدمة، وقدم آدم، الذي اعتبر جيري أحد أكثر رجلين حياديين في أمريكا (باعتباره الثاني)، اسمه إلى مجلس الشيوخ الأمريكي بدلًا من دانا، دون أن يستشير مجلسه. 
حين عرض آدامز الأمر على الكونجرس، ألقى ما يمكن اعتباره خطابًا عدائيًا دعا فيه إلى دفاع قوي عن حياد الأمة وتوسيع بحرية الولايات المتحدة، لكنه لم يصل إلى حد الدعوة إلى حرب ضد فرنسا. وافق الكونغرس على هذا الاختيار للمفوضين، وأمرهم آدامز بالتفاوض من أجل شروط مماثلة لتلك التي مُنحت لبريطانيا في معاهدة جاي. وقد صدرت تعليمات للمفوضين برفض القروض، على أن يكونوا أيضًا مرنين في ترتيب شروط الدفع في الأمور المالية.
غادر مارشال إلى أوروبا في منتصف يوليو للانضمام إلى بينكني، وقد تبعه جيري بعد بضعة أسابيع. انعكست الانقسامات السياسية في تشكيل اللجنة في مواقفهم تجاه المفاوضات. فمارشال وبينكني الفيدراليان لم يثقا في فرنسا، بينما كان جيري (المعارض للأحزاب السياسية آنذاك) على استعداد لأن يكون مرنًا ومتريث في التعامل معهم.
كانت الجمهورية الفرنسية، المؤسسة في عام 1792 في ذروة الثورة الفرنسية، تحكم في عام 1797 من قبل مجلسين تشريعيين، مع إدارة من 15 عضوًا تعمل كسلطة تنفيذية وطنية. كانت الإدارة تمر بصراعات داخلية على السلطة وصراعات مع مجلس الخمسمائة، وهو الغرفة السفلة من المجلس التشريعي.
أجريت التغييرات الوزارية في النصف الأول من عام 1797، وتضمن ذلك اختيار تشارلز موريس دي تاليرن في يوليو وزيرًا للخارجية. كان تاليران، الذي كان قد أمضى مؤخرًا بضعة أعوام في الولايات المتحدة، قلقًا بصراحة بشأن إقامة علاقات أوثق بين الولايات المتحدة وبريطانيا. أصبحت الإدارة، التي كانت بشكل عام غير متحيزة للمصالح الأمريكية، أكثر عداءً تجاههم بشكل ملحوظ في سبتمبر 1797، حين دفع انقلاب داخلي بالعديد من المعادين للأمريكيين إلى السلطة. وهؤلاء القادة، ومعهم تاليران، رأوا الرئيس آدامز كمعادٍ لمصالحهم، لكنهم لم يعتقدوا بوجود تهديد كبير بنشوب حرب. بناء على نصيحة قدمها جيفرسون للدبلوماسيين الفرنسيين، قرر تاليران اعتماد وتيرة محسوبة وبطيئة للمضي قدمًا في المفاوضات.